# 22842 Alenashort
22842 Alenashort este un asteroid din centura principală de asteroizi.

## Descriere
22842 Alenashort este un asteroid din centura principală de asteroizi. A fost descoperit pe 8 septembrie 1999 la Socorro, New Mexico, în cadrul proiectului LINEAR. Asteroidul prezintă o orbită caracterizată de o semiaxă mare de 2,53 ua, o excentricitate de 0,06 și o înclinație de 2,8° în raport cu ecliptica.